# Ейское сельское поселение
Ейское сельское поселение — муниципальное образование в составе Ейского района Краснодарского края России.
В рамках административно-территориального устройства Краснодарского края ему соответствует Ейский сельский округ.
Административный центр — посёлок Октябрьский.

## Население
| 2010  | 2012  | 2013  | 2014  | 2015  | 2016  | 2017  |
| ----- | ----- | ----- | ----- | ----- | ----- | ----- |
| 5199  | ↘5137 | ↘5095 | ↘5066 | ↘5013 | ↘4957 | ↘4935 |
| 2018  | 2019  | 2020  | 2021  | 2023  |       |       |
| ↗4944 | ↗4962 | ↘4920 | ↘4910 | ↘4844 |       |       |

## Населённые пункты
В состав сельского поселения (сельского округа) входят 7 населённых пунктов:
| № | Населённый пункт    | Тип населённого пункта | Население (чел.) |
| - | ------------------- | ---------------------- | ---------------- |
| 1 | Братский            | посёлок                | ↗521             |
| 2 | Заводской           | посёлок                | ↗700             |
| 3 | Новодеревянковский  | хутор                  | ↘177             |
| 4 | Октябрьский         | посёлок                | ↗2660            |
| 5 | Николая Островского | посёлок                | ↘478             |
| 6 | Первомайский        | посёлок                | ↘485             |
| 7 | Пролетарский        | посёлок                | ↗178             |